# 워프 항법

워프 항법으로 우주를 여행하는 우주선 전방 시야의 상상도

워프 항법(영어: warp drive, space warp)은 시공간을 일그러뜨려 4차원으로 두 점 사이의 거리를 단축시킴으로써, 광속보다도 빨리 원거리 목적지에 도착하는 항법이다. 특수 상대성 이론에 의하면 질량을 가진 물체는 빛의 속도에 도달할 수 없기 때문에 우리는 광속에 도달할 수 없다. 그러나, 워프 항법을 이용하여 두 지점 사이의 거리를 단축하면, 초광속으로 이동할 수 있게 된다.

## 스타 트렉

워프 항법으로 진행할 때의 공간을 시각화한 그림. 우주선이 정상적인 공간의 버블안에 놓여진다.

초광속(FTL) 추진 시스템으로 많은 SF 공상과학물에서의 설정 중 하나로서 이중 가장 유명한 것은 스타 트렉(Star Trek)이다.
워프 구동계가 장착된 우주선은 빛보다 빠른 속도로 이동할 수 있고, 그 속도는 조절이 가능하며, 상대성 이론에 의한 시간 지연 등을 무시한다.
도약 구동 등의 다른 FTL 시스템과 다르게 워프항법은 두 지점간의 즉각적인 이동은 불가능하다. 대신, 우주선 안을 정상적인 시간으로 유지시키는 인공적인 버블로 둘러쌈으로써 항속 중에도 우주의 다른 물체와 접촉할 수 있게 한다.

### 워프 코어 붕괴
워프 코어 붕괴(영어: Warp core breach)는 스타 트렉에서, 함선의 워프 코어의 가장 큰 피해로, 함선이 폭발할 수 있는 경우가 발생한다.
기관실부에서 큰 시스템 손상(자력 연동 장치 파괴, 냉각수 제어 장치 파괴 등 워프 코어 유지에 관여하는 시스템 손상)으로 워프 코어를 제어하지 못하게 될 경우, 반물질이나 중수소에 불이 붙게 되거나, 워프 코어를 냉각하던 냉각수가 새어 나오는 등의 상황이 발생하는데, 이때 워프 코어 붕괴가 발생한다.(워프 봉쇄장이 약해지면 워프 코어에 과부하가 걸려서 폭발하기도 하는데 이는 별도의 상황이다.)
일단 한번 붕괴가 시작되면, 5분 이내에 함선 자체가 폭발하므로, 빠른 조치가 필요하다. 그러나 갤럭시 계열 함선의 경우 특히 이 문제에 악명이 높아서, 워프 코어 붕괴가 발생하게 되면, 모든 승선 인원을 원반부로 철수시킨 뒤, 원반부 분리 과정을 통해 대피하는 방법밖에 없다. 또 다른 방법으로는 워프 코어를 분리하는 방법이 있는데, 분리 시스템에 손상이 생기면 할 수 없다. 분리에 성공할 경우 함선은 임펄스 엔진(아광속으로 항해할 때 사용.)과 비상동력만 사용할 수 있게 되어 광속 이상으로 갈 수 없게 되는데, 이는 워프 나셀과 워프 코어가 워프 항법에 반드시 필요하기 때문이다.
이 때문에 USS 엔터프라이즈 (NCC-1701-D)는 2371년 기관부가 파괴되었다.(원반부는 분리하였기 때문에 살아남았다.) 2369년에는 Q(일종의 신적 존재)에서의 우주에서 엔터프라이즈-D가 2369년 워프 코어 붕괴로 파괴되었다. 2375년에는 USS 엔터프라이즈 (NCC-1701-E)가 워프 코어 붕괴가 발생하자 분리하였다.(이것은 함선의 안전도 이유가 있지만 아공간 파열 때문에 분리한 것이다.)
가끔 워프 코어 붕괴로 인하여 사람이 죽기도 하는 사태가 발생하는 경우가 있다.

## 워프 연구
미국 항공 우주국은 알큐비에레 박사가 제안한 워프 방법 중 하나인 알큐비에레 드라이브을 연구하고 있다.

## 같이 보기
- 초광속(FTL)
- 별난 물질
- EmDrive
- 초공간 (공상과학)(하이퍼스페이스)
- 초공간 도약(hyperspace jump)
- 순간이동(텔레포테이션)
- 이온 드라이브(이온엔진)